# Paederia brasiliensis
Paederia brasiliensis là một loài thực vật có hoa trong họ Thiến thảo. Loài này được (Hook.f.) Puff mô tả khoa học đầu tiên năm 1991.